# Уильямсберг (Виргиния)
Уильямсберг (англ. Williamsburg) — независимый город (то есть не входящий в состав какого-либо округа) в штате Виргиния (США). Университетский город.

## История
В 1634 году поперёк Виргинского полуострова был построен палисад длиной в 6 миль, сделавший гораздо более безопасной жизнь поселенцев южнее него. Для обороны палисада на возвышенности в районе его середины было основано поселение, названное «Мидл-Плэнтэйшн» (Middle Plantation).
В 1676 году в Виргинской колонии опять начались стычки между колонистами и индейцами. Губернатор Беркели отказался защищать поселенцев, и теми была организована собственная милиция под командованием Натаниэля Бэкона. Разгромив индейцев, Бэкон восстал против Беркели, и его милиция сожгла столицу колонии город Джеймстаун дотла. В связи с сожжением Джеймстауна столица колонии была временно перенесена на находящуюся в паре десятков километров возвышенность, где находилось селение Миддл-Плэнтэйшн. Джеймстаунцы обнаружили, что это место является весьма здоровым, в отличие от низинного Джеймстауна, и после восстановления Джеймстауна здесь был в 1693 году основан Колледж Вильгельма и Марии. В 1698 году Капитолий от случайного пожара сгорел вновь, и было решено перенести столицу в Миддл-Плэнтэйшн на постоянной основе. Поселение стало развиваться и с 1699 года стало городом Уильямсберг, названным так в честь короля Вильгельма III.
В 1773 году в городе появилась первая в американских колониях общественная психиатрическая больница, которая теперь известна как Восточная государственная больница.
Важным событием в истории города был «пороховой инцидент» 1775 года. В апреле 1775 года, на следующий день после сражения при Лексингтоне и Конкорде, губернатор Виргинии граф Данмор приказал вывезти порох из Уильямсберга. Это решение вызвало возмущение у жителей, но конфликт удалось решить бескровно — губернатор предпочёл откупиться, чтобы сохранить жизнь. Во время войны за независимость США из-за того, что Уильямсберг был расположен слишком близко к побережью, столица Виргинии была перенесена в более безопасное место — в расположенный дальше в глубине континента Ричмонд. Из-за расположения на возвышенности Уильямсберг отстоял далеко от рек и каналов — основных транспортных артерий того времени, — и главным источником развития города остался Колледж Вильгельма и Марии.
Во время гражданской войны в этих местах 5 мая 1862 года произошло сражение при Уильямсберге.
Железная дорога в городе появилась лишь в 1881 году.
В начале XX века исторический центр Уильямсберга при финансовой поддержке Джона Рокфеллера и его супруги был превращён в музей под открытым небом — Колониальный Уильямсберг. Город, наряду с Джеймстауном и Йорктауном, входит в так называемый Исторический треугольник Виргинии.
В 1983 году в Уильямсберге прошёл 9-й саммит Большой семёрки.

## Знаменитые уроженцы
- Брюс Хорнсби (р. 1954) — певец и композитор.